# 奧托·邁爾霍夫
奧托·弗利茲·迈尔霍夫（Otto Fritz Meyerhof，1884年4月12日—1951年10月6日）是一位德國醫師與生物化學家。

## 生平
邁爾霍夫生於漢諾威的一個猶太家庭，大學就讀斯特拉斯堡大學與海德堡大學，1909年從大學畢業，1912年進入基爾大學任教，並在1918年成為教授。1923年與阿奇博德·希爾共同獲得1922年度的諾貝爾生理學或醫學獎。
第二次世界大战前夕，由于纳粹党的對猶太人的迫害，先是遷居法國巴黎，最後流亡到美国。於賓州大學擔任教授，1961年病逝於費城。

## 貢獻
早年即从事有关生物能量转换问题的研究，主要以肌肉为材料，阐明了肌肉收缩过程中糖元和乳酸的循环性转变，以及两者之间的关系。此后更进而逐步阐明糖酵解的基本过程和很多有关的酶的作用。
首先提出能量偶合的观念，并通过多样的实验，证明生物能量转移和磷酸化作用之间有密切联系。这些贡献，对近代生物化学的发展有重要影响。